# Monticola sharpei
Monticola sharpei là một loài chim trong họ Muscicapidae.